# 出町光識
出町 光識（でまちみつのり）、1968年1月8日 - は、日本の陶芸家､美術家、アートディレクター。Cinemarche前編集長、Cinemagoプロデューサー・ディストリビューター。

## 略歴
- 1968年 東京都文京区に生まれる
- 1986年 埼玉県立新座総合技術高等学校工業デザイン科卒業
- 1989年 日本映画学校（現・日本映画大学）演出科卒業
- 1993年 茨城県立窯業指導所（現・茨城県立笠間陶芸大学校）ロクロ科修了
- 2003年 滋賀県立陶芸の森アートレジデンス修了
- 2006年〜2014年 現代美術家 折元立身に師事・アートママファンデーション・スタッフ
- 2013年 青山学院大学WSD（ワークショップデザイナー育成プログラム）修了
- 2016年 日本映画大学 映画学科映像学部 理論専攻卒業[2]
- 同年 映画感想レビュー&考察サイト「Cinemarche」編集長に就任（2017〜2020年）
- 2019年 株式会社ゆかし代表[3]

## 映画/映像
- 1997年『餓鬼の季節』（松田彰監督）出演・題字
- 2003年『夢の祭』（松田彰監督）題字
- 2010年『ビックシューズをつくる』（折元立身）　撮影
- 2011年『ガイコツパレード』（折元立身）　撮影
- 2012年『ベートーベン-ママ』（折元立身）撮影
- 2012年『プレスリーをうたう』（折元立身）撮影
- 2014年 短編『異し日にて』（松田彰監督）助監督
- 同年『500人のおばあちゃんのランチ ポルトガル』（折元立身）撮影
- 2015年 短編『雪姫』（山川直人監督）助監督
- 同年 短編『まほろば』（梶研吾監督）助監督
- 2016年 短編『数量質』（新井貴淑監督）出演
- 同年 短編『夜母香』（新井貴淑監督）撮影
- 2019年『ある殺人、落葉のころに』（三澤拓哉監督）車両
- 2020年5月『凱里ブルース』（ビー・ガン監督）配給提供
- 同年7月『横須賀綺譚』（大塚信一 (映画監督)）配給宣伝
- 同年10月『おろかもの』（芳賀俊・鈴木祥監督）配給
- 2021年7月 短編『Fear of missing out』（河内彰監督）配給
- 同年8月『あらののはて』(長谷川朋史監督) 配給
- 同年10月『Cosmetic DNA』（大久保健也監督）配給宣伝
- 2022年『特撮喜劇 大木勇造 人生最大の決戦』（石井良和監督）アソシエイト・プロデューサー
- 2023年5月『ストレージマン』（萬野達郎監督）宣伝・配給協力
- 同年6月『ピストルライターの撃ち方』（眞田康平監督）宣伝・配給協力
- 同年6月『宇宙の彼方より』（フアン・ヴ監督/ドイツ映画）配給
- 同年9月『いずれあなたが知る話』（古澤健監督）配給
- 同年10月『僕らはみーんな生きている』（金子智明監督）配給協力
- 同年10月『Journey』（霧生笙吾監督）配給
- 同年10月『たいせつなひと（仮）』（中村公彦監督）ラインプロデューサー
- 同年12月『ホゾを咬む』（髙橋栄一監督）配給協力
- 同年12月『物体 妻が哲学ゾンビになった』（伊刀嘉紘監督）宣伝
- 2024年1月『海街奇譚』（チャン・チー監督/中国映画）配給
- 同年1月『エス』（太田真博監督）宣伝
- 同年2月『COME TRUE カム・トゥルー 戦慄の催眠実験』（アンソニー・スコット・バーンズ監督/カナダ映画）配給
- 同年2月『獣手』（夏目大一朗監督）配給
- 同年3月『キック・ミー 怒りのカンザス』（ゲイリー・ハンギンズ監督/アメリカ映画）配給
- 同年5月『またヴィンセントは襲われる』（ステファン・カスタン監督/フランス映画）宣伝
- 同年5月『輝け星くず』（西尾孔志監督）宣伝
- 同年6月『アディクトを待ちながら』（ナカムラサヤカ監督）宣伝協力
- 同年7月『Kfc 食人連鎖』（レ・ビン・ザン監督/ベトナム映画）共同配給
- 同年11月『博士の綺想曲』（ニコ・マンサーノ監督/ベネズエラ映画）配給
- 同年11月『痴人の愛』 （井土紀州 監督：レジェンドピクチャーズ製作）宣伝
- 2025年1月『皆殺しに手を貸せ』（オースティン・スネル監督/アメリカ映画）配給 日本語版製作
- 同年2月『君への挽歌』（イ・チョンヨル/韓国映画）宣伝
- 同年3月『ボールド アズ、君。』（岡本崇監督）アソシエイト・プロデューサー、配給
- 同年3月『獄舎Z』（ビルグーン・チュルーンドルジ監督/モンゴル映画）配給
- 同年5月『女』（北野陽太監督）アソシエイト・プロデューサー、配給
- 同年5月『フィクティシャス・ポイント』（服部正和監督）アソシエイト・プロデューサー、配給
- 同年5月『Sappy』（上田修生監督）アシスタント・プロデューサー、配給
- 同年6月『私は何度も私になる』（タン・チュイムイ監督/マレーシア映画）配給
- 同年7月『ハイポ』（アディソン・ハイマン監督/アメリカ映画）配給
- 同年10月『アメリアの息子たち』（ガブリエル・アブランドス監督/ポルトガル映画）

## 主な個展経歴
- （東京）サボアヴィーブル、ギャラリー玄海、T-BOX、ギャラリーTAO、松屋銀座、日本橋三越
- （韓国）通仁ギャラリー、韓国工芸文化振興院
- （フランス）ギャラリープティト

## ワークショップ
- （日本）福島県立博物館、茨城県つくば美術館など、小学校・幼稚園・障害者福祉施設にて開催。
- （韓国）明星大学校、慶熙大学校、ソウル女子大学校、南原市民陶芸大学

## 公募入選・受賞歴
- 1995年 ●橋の美術展 入選 ●しのばず・オブジェ・フェスティバル 入選 ●亜細亜現代美術展 奨励賞（96年連続）
- 1997年 ●日清食品現代陶芸「めん鉢」大賞 入選（98年連続） ●長三賞陶芸ビエンナーレ 入選 ●熊日総合美術展 21世紀アート大賞97 入選
- 1999年 ●亜細亜現代美術展 産経新聞社賞  ●陶芸財団展 奨励賞 ●木と生活文化展99 入選 ●使ってみたい北の菓子展 入選
- 2000年 ●朝日クラフト展
- 2003年 ●地域づくり総務大臣表彰 人と自然にやさしいまちづくり部門（地域づくり団体等）（真壁2002天降）
- 2006年 ●筑西市表彰 （アーティストキャンプ実行委員会）
- 2008年 ●桜川市国文祭実行委員会感謝表彰（アースワーク土舞台・人形浄瑠璃2008）[4]
- 2009年 ●水と土の芸術祭 公募エントリー[5]
- 2010年 ●栃木県美術展 大賞
- 2011年 ●いばらきデザインセレクション2011知事選定表彰（元気なアートコラボラボ）[6]
- 2012年 ●いばらきデザインセレクション2012選定表彰（晴れどきどき、お散歩アート。）[7]
- 2013年 ●財団法人常陽新聞厚生文化事業団 文化福祉顕彰 （元気なアートコラボラボ）
- 2022年 ●アンダーグラウンド映画祭 最優秀長編映画(審査員賞)受賞
- 同年●アナザー・ホール・イン・ザ・ヘッド映画祭 最優秀ファンタジー映画(観客賞)受賞＊『特撮喜劇　大木勇造　人生最大の決戦』（2022）

## コレクション
- ロストック美術館（ドイツ）
- 龍仁市立美術館(韓国)
- 清州工藝美術館（韓国）
- 滋賀県立陶芸の森
- 桜川市歴史民俗資料館
- 茨城県知事室
- 筑西市明野中央公民館
- 宮山ふるさとふれあい公園
- 栃木市蔵の街美術館
- 現代美術資料センター
- 西丸震哉記念館